# Katrineholmsbygdens församling
Katrineholmsbygdens församling är en församling i Oppunda och Villåttinge kontrakt i Strängnäs stift. Församlingen ligger i Katrineholms kommun och utgör ett eget pastorat.

## Administrativ historik
Församlingen bildades 1 januari 2010 genom sammanläggning av Katrineholm-Stora Malms församling, Nävertorp-Östra Vingåkers församling, Floda församling, Julita församling, Sköldinge församling och Lerbo församling Katrineholmsbygdens församling utgjorde tidigare Katrineholms kyrkliga samfällighet.
I Sköldinge församling fanns dessutom Valla kyrka och i Julita församling även Skansenkyrkan vid Julita skans. Församlingen omfattar alla tidigare församlingar i Katrineholms kommun utom Björkviks församling, som fortfarande är fristående.

## Kyrkor
- Katrineholms kyrka
- Lerbo kyrka
- Sköldinge kyrka
- Valla kyrka
- Floda kyrka
- Stora Malms kyrka
- Östra Vingåkers kyrka
- Julita kyrka
- Skansenkyrkan, Julita
- Nävertorps kyrka
- Sandbäckskyrkan

## Förtroendevalda

### Kyrkofullmäktige
Församlingsborna väljer ledamöter till kyrkofullmäktige. Kyrkofullmäktige i Katrineholmsbygdens församling består under mandatperioden 2018-2021 av 52 ledamöter ( 36 ordinarie och 16 ersättare)  
Ordförande i kyrkofullmäktige fr.o.m. 2018 är centerpartisten Inger Fredriksson, som blev omvald sedan tidigare.  

### Kyrkoråd
Kyrkorådet består av tio ledamöter förutom kyrkoherden. Ordförande är fr.o.m. hösten 2018 socialdemokraten Jan-Olov Karlsson. 